# Corticarina paradoxa
Corticarina paradoxa es una especie de coleóptero de la familia Latridiidae.

## Distribución geográfica
Habita en Rusia.